# Санту-Агоштинью (Мора)
Санту-Агоштинью (порт.  Santo Agostinho) - фрегезия (район) в муниципалитете Мора округа Бежа в Португалии. Территория – 121,24 км². Население – 4475 жителей. Плотность населения – 36,9 чел/км².